# 板取川温泉バーデェハウス
板取川温泉バーデェハウス（いたどりがわおんせんバーデェハウス）は、岐阜県関市板取にある温泉。

## 泉質
露天風呂
- ナトリウム炭酸水素塩・塩化物泉（弱アルカリ性低張性低温泉）[2]

ヌルヌルとした肌触りが特徴である。
内風呂
- ナトリウム炭酸水素塩・塩化物泉（アルカリ性低張性低温泉）[2]

ヌルヌルとした肌触りが特徴である。
露天風呂・内風呂共通
- 源泉温度：不明
- 効能：神経痛、筋肉痛、関節痛、五十肩、運動麻痺、関節のこわばり、うちみ、くじき、慢性消化器病、疾病、冷え性、病後回復期、疲労回復、健康増進等
- 禁忌症：急性疾患(特に熱のある場合)、活動性の結核、悪性腫瘍、重い心臓病、呼吸不全、腎不全、出血性疾患、高度の貧血、その他一般に病勢進行中の疾患、妊娠中(とくに初期と末期)[3][2]

## 温泉施設
内湯、露天風呂、かけ湯、うたせ湯、ジャグジー

## 歴史
- 1992年（平成4年）3月　温泉スタンド新設。
- 1994年（平成6年）9月　板取川温泉バーデェハウス　営業開始。
- 1995年（平成7年）3月　交流センター(レストラン、売店含む）新設。
- 1996年（平成8年）7月　農産物加工販売施設ヤウゼハウス新設。
- 1997年（平成9年）2月　露天風呂追加新設。
- 1997年（平成9年）2月　公衆トイレ新設。
- 2008年（平成20年）3月　休憩所新設。[3]

## アクセス
- バス：東海道本線岐阜駅より岐阜バス板取洞戸線でほらどキウイプラザ下車、板取ふれあいバスに乗り換え板取川温泉前下車。
- 車：東海北陸自動車道美濃IC、郡上八幡ICより約40分。